# Fortunago
Fortunago is een gemeente in de Italiaanse provincie Pavia (regio Lombardije) en telt 407 inwoners (31-12-2004). De oppervlakte bedraagt 18,0 km², de bevolkingsdichtheid is 23 inwoners per km².

## Demografie
Fortunago telt ongeveer 213 huishoudens. Het aantal inwoners daalde in de periode 1991-2001 met 7,5% volgens cijfers uit de tienjaarlijkse volkstellingen van ISTAT.
| Jaar | Inwoneraantal |
| ---- | ------------- |
| 1991 | 454           |
| 2001 | 420           |

## Geografie
Fortunago grenst aan de volgende gemeenten: Borgo Priolo, Borgoratto Mormorolo, Montesegale, Ruino en Val di Nizza.

## Externe link

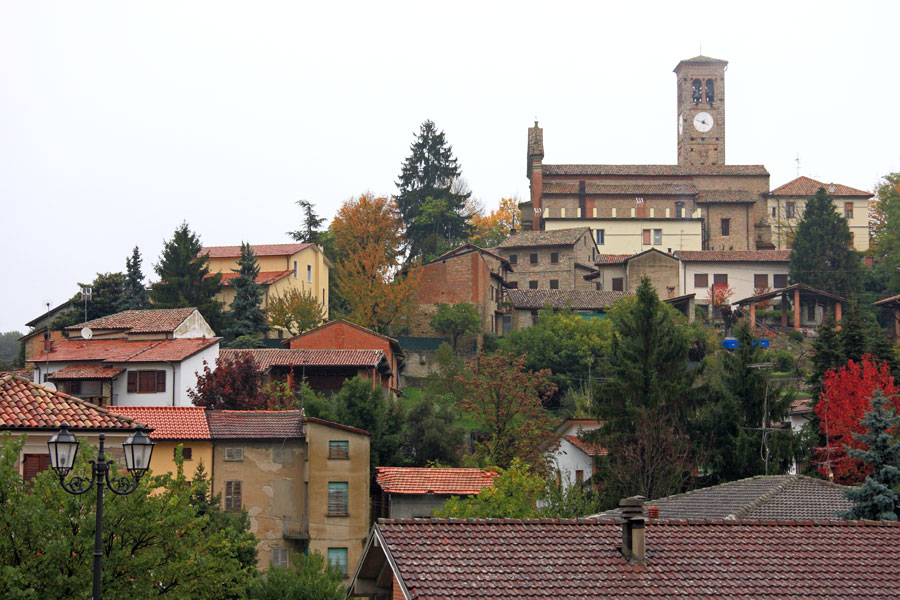